# Astàcids
Els astàcids (Astacidae) són una família de crustacis decàpodes de la superfamília dels astacoïdeus (Astacoidea), que comprèn els crancs de riu d'Europa i la part occidental de Nord-amèrica.
Inclou el cranc de riu autòcton de la península Ibèrica, Austropotamobius pallipes lusitanicus, de costums sedentàries i solen viure en grups d'uns 10 individus, en els marges dels rius i zones ombrívoles. S'alimenten de nit, caçant petits crustacis, mol·luscs, amfibis i també plantes; en aquest sentit tenen un alimentació omnívora. En els darrers anys s'han introduït altres espècies de creixement més ràpid, com Astacus astacus, Astacus leptodactylus i Procambarus clarkii.

## Sistemàtica
La família compren 4 gèneres:
- Genus Astacus J.C. Fabricius, 1775 - Euràsia
- Genus Austropotamobius Skorikov, 1907 - Europa
- Genus Pacifastacus Bott, 1950 - Nord-amèrica
- Genus Pontastacus Bott, 1950